# Dégradé (film)
Pour les articles homonymes, voir Dégradé.
Pour plus de détails, voir Fiche technique et Distribution.
Dégradé (arabe : ديچراديه) est un film dramatique franco-palestinien écrit et réalisé par Arab et Tarzan Nasser et sorti en 2015.
Il est présenté en première mondiale dans la Semaine de la critique au Festival de Cannes 2015.

## Synopsis
L'histoire, qui se déroule dans la bande de Gaza, assiégée par l'occupant israélien depuis 2007, montre les conditions de vie de la population et suit les conversations et les dialogues entre treize femmes qui doivent rester confinées dans un salon de beauté tenu par une Russe mariée à un Palestinien. Dehors, des coups de feu se font entendre.

## Fiche technique
- Titre original français : Dégradé
- Titre original arabe : ديچراديه
- Réalisation et scénario : Arab et Tarzan Nasser
- Photographie : Éric Devin
- Montage : Sophie Reine, Eyas Salman
- Musique : Benjamin Grospiron
- Décors : Arab et Tarzan Nasser
- Production : Rashid Abdelhamid, Marie Legrand, Rani Massalha
- Sociétés de production : Les Films du Tambour, Maneki Films, Mille et Une Films, Borsalino Productions, Abbout Productions[2]
- Pays de production :  France,  Palestine[2]
- Langue originale : arabe
- Format : couleur
- Genre : Drame
- Durée : 85 minutes
- Dates de sortie : 
  - France : 11 mai 2015 (Festival de Cannes 2015) ; 27 avril 2016 (sortie nationale)
  - Suisse : 27 avril 2016

## Distribution
- Hiam Abbas
- Samira Asir : Fatima
- Victoria Balitska : Christeen
- Raya Khatib : Ruba
- Raneem Daoud : Mariam
- Manal Awad
- Dina Shuhaiber
- Maisa Abdelhadi
- Huda Al Imam
- Widad Al Nasser baa
- Mirna Sakhleh